# Shipyard De Hoop

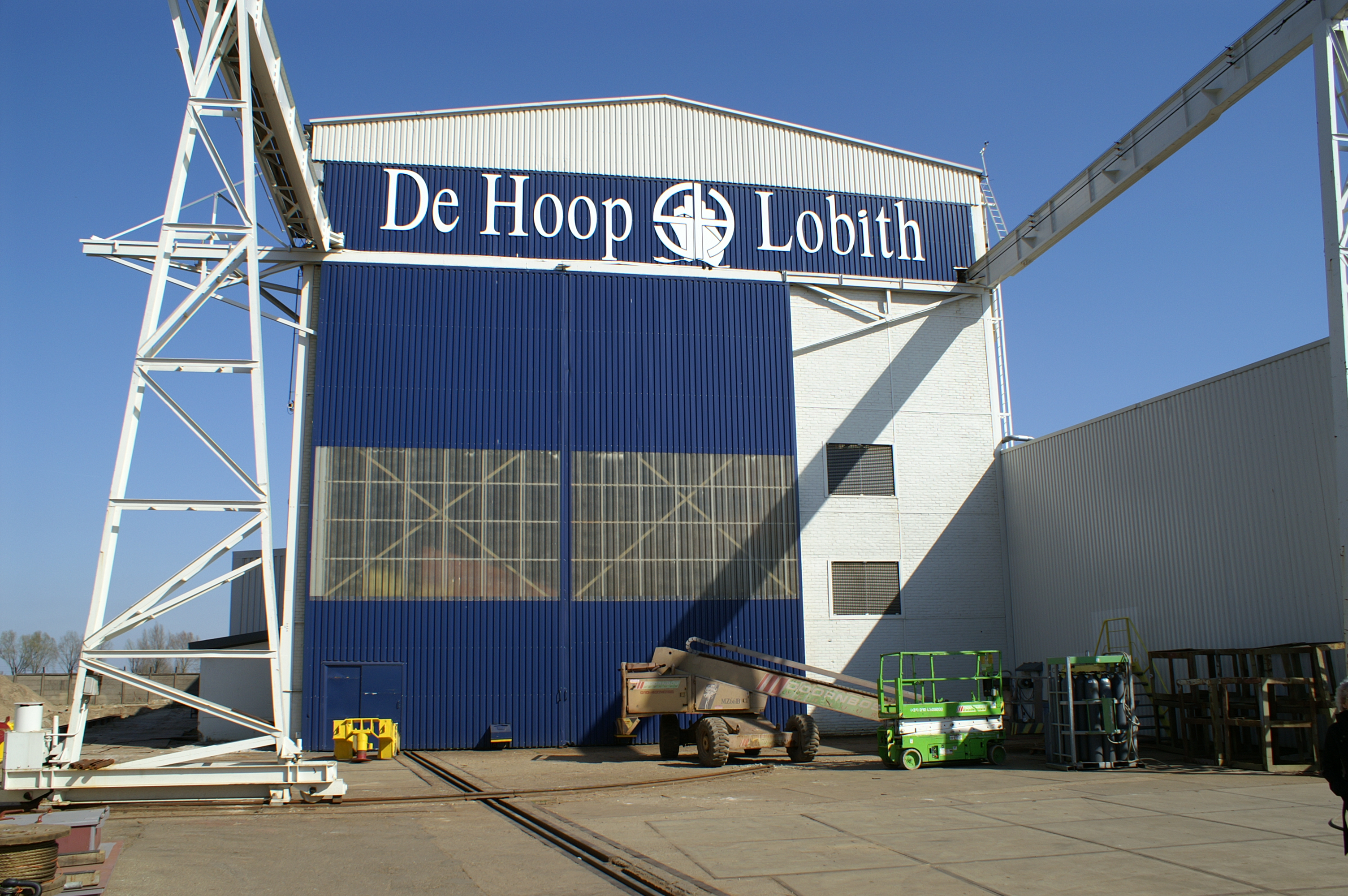
Shipyard De Hoop in Lobith

Das mittelständische niederländische Schiffbauunternehmen Shipyard De Hoop besteht seit 1889 und betreibt zwei Werften in Lobith und Foxhol.

## Geschichte
Das Unternehmen wurde 1889 als Scheepswerf De Hoop in Lobith gegründet. Hergestellt wurden herkömmliche kleinere Seeschiffe und Binnenfahrzeuge. Während des Zweiten Weltkriegs wurden die Werftanlagen nahezu komplett zerstört und in der Nachkriegszeit mit modernen Mitteln wieder aufgebaut. In den Jahrzehnten nach dem Krieg fuhr die Werft im selben Segment fort, konstruierte später aber auch Schlepp- und Schubboote, 1977 den ersten Chemikalientanker, seit 1982 Bohrinselversorger, kurz darauf Schwimmbagger oder Anfang der 1990er Jahre zwei Fährschiffe.

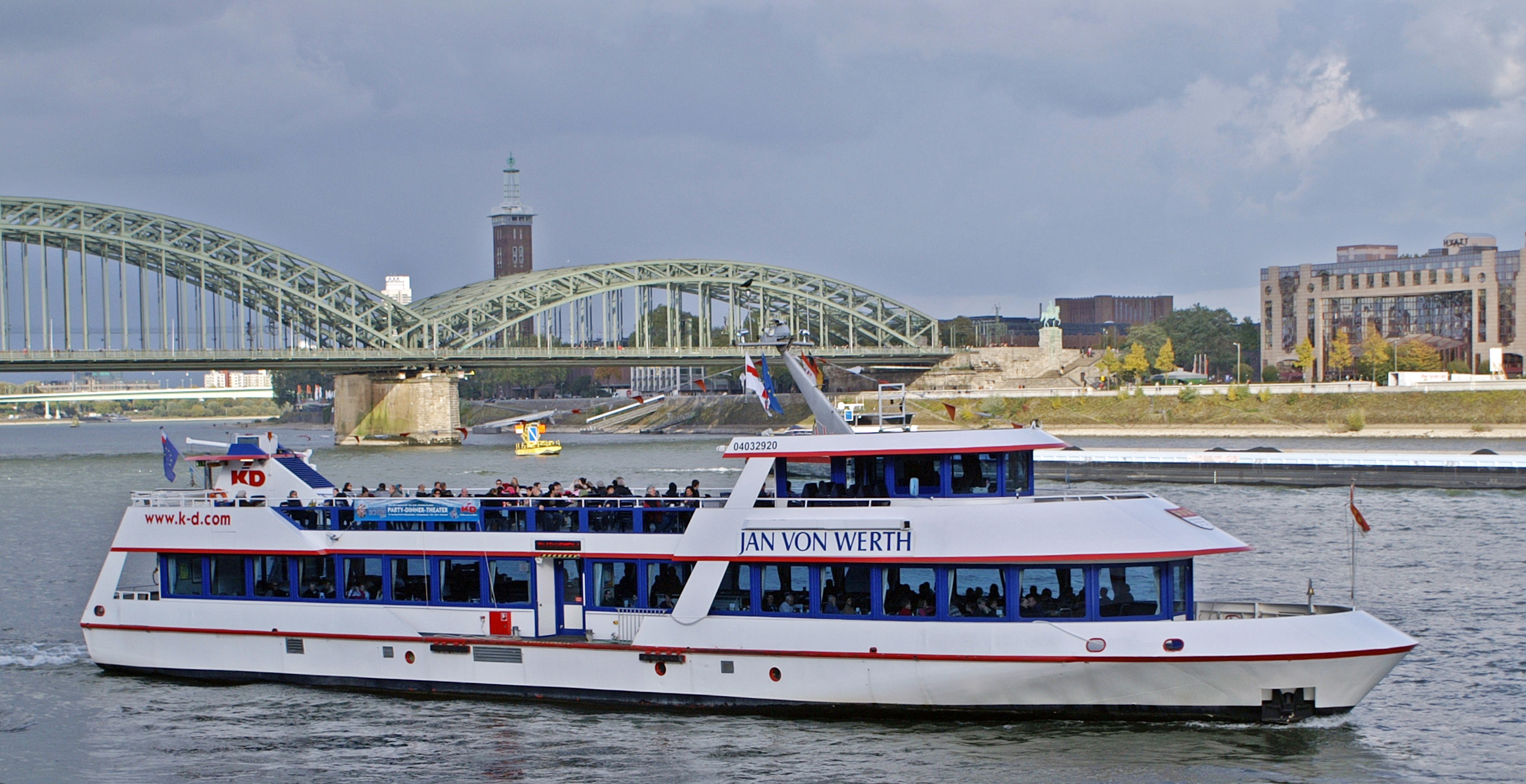
Die 1992 gebaute Jan von Werth.

1991 übernahm Jan Reint Hoving Smit die Werft und ernannte Fré Drenth zum stellvertretenden Direktor. De Hoop erweiterte seine Palette auf speziellere Bauten, wie Binnenfahrgastschiffe. Darüber hinaus entstanden auch herkömmliche Containerschiffe, wie die  Carmen Dolores, aber auch eine Reihe von Open-Top-Containerschiffen. Besonders erwähnenswert sind die Airbus-Spezialfrachter Brion und Breuil, der für Wagenborg gebaute Kabelleger Sea Spider oder die Halbtaucher-Arbeitsplattform Amethyst.
Im Januar 1999 übernahm De Hoop die frühere Verolme Scheepswerf Heusden und führte diese als Shipyard de Hoop Heusden fort. 2001 erwarb De Hoop die Werft Houma Fabricators in Louisiana, die als Shipyard De Hoop of Houma in die Gruppe integriert wurde. Houma Fabricators ermöglichte De Hoop den Zugang zum amerikanischen Offshoremarkt, für den die drei Werften in den folgenden Jahren eine Reihe von Einheiten bauten.

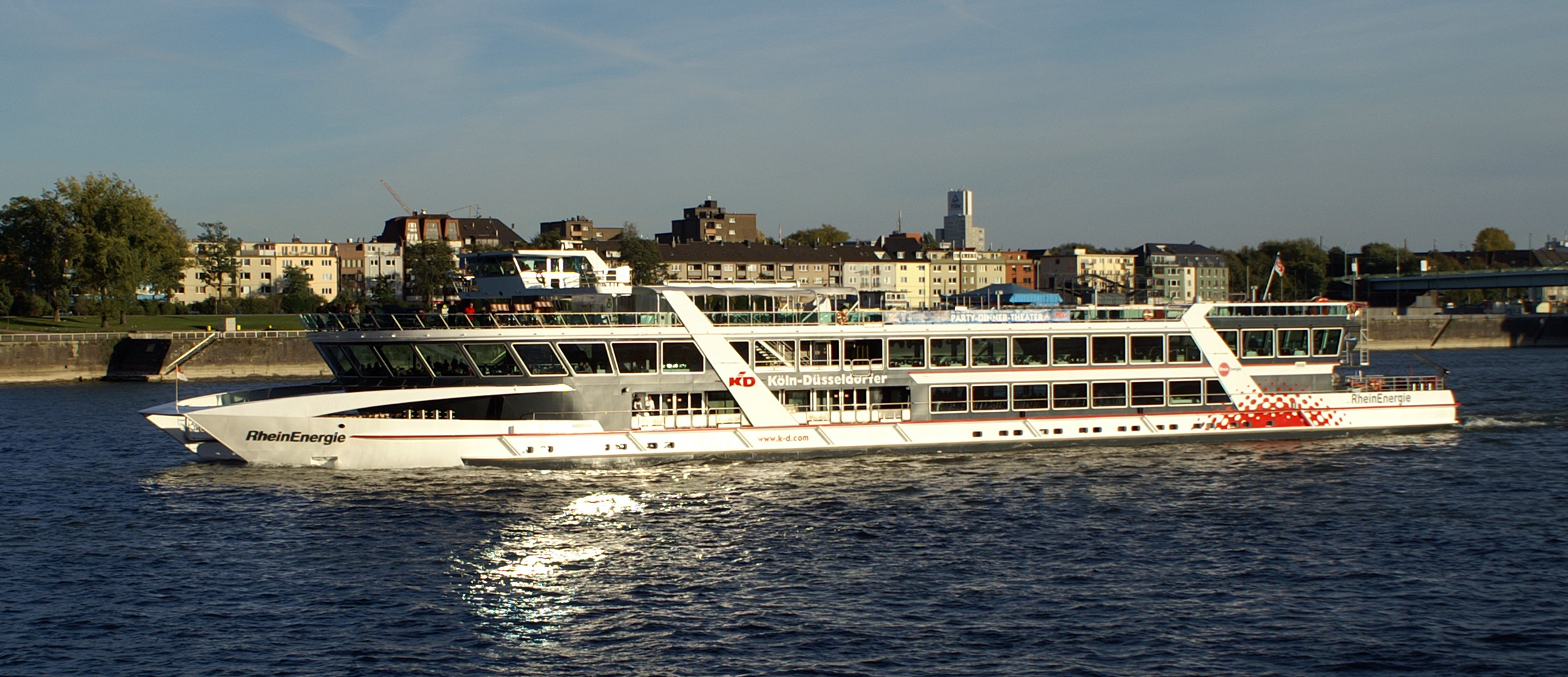
Die 2004 gebaute RheinMagie.

Nachdem 2004 Patrick Janssens in den Vorstand De Hoops eingetreten war, veräußerte man 2005 die Werft in Heusden und ein Jahr darauf auch die Houma-Werft. In der Folgezeit konzentrierte sich das Unternehmen zunächst auf den Standort in Lobith und den Ausbau der Entwurfs- und Konstruktionsabteilungen. Vor dem Hintergrund eines erstarkenden Schiffbaumarktes erwarb De Hoop im Jahr 2007 die Volharding-Werft in Foxhol, im Norden der Niederlande. Mit 60 vorherigen Volharding-Beschäftigten wurde diese als Scheepswerf De Hoop Foxhol eingegliedert.
Im Oktober 2007 übernahm Patrick Janssens das Unternehmen in einem Management-Buyout. Am 26. Oktober 2021 wurde das Unternehmen in Lobith als insolvent gemeldet.
Unter dem Namen De Hoop entstanden rund 1500 Schiffe.

## Werftanlagen
- Die Scheepswerf De Hoop Lobith liegt im Osten der Niederlande umfasst 10,5 Hektar mit der größten Helling von 200 × 60 Metern.
- Die Scheepswerf De Hoop Foxhol liegt im Norden der Niederlande und umfasst ein Werksgelände von 2,5 Hektar.